# Franjo Frančič
Franjo Frančič (* 21. Februar 1958 in Ljubljana, Jugoslawien) ist ein slowenischer Prosaist, Lyriker, Dramatiker und Übersetzer.

## Leben und Werk
Franjo Frančič wuchs in schwierigen sozialen Verhältnissen auf und verbrachte einen erheblichen Teil seiner Kindheit und Jugend in Pflegefamilien und Erziehungsanstalten. Von der Anstalt aus erfüllte er seine Schulpflicht und absolvierte eine Ausbildung als Galvaniseur. Nach Ableistung des Wehrdienstes studierte er an der Fakultät für Sozialarbeit in Ljubljana und legte 1979 sein Diplom ab, war jedoch nie als Sozialarbeiter tätig. 1983 trat Frančič als Autor hervor. Seit Mitte der 1980er Jahre lebt er als freier Autor in Istrien.
In Slowenien machte Franjo Frančič schon mit seinem ersten Erzählband Ego trip (1984) auf sich aufmerksam, in dem er drastisch, jedoch in einer hochpoetischen Sprache vom Leben an den sozialen Rändern erzählt. Für seinen Kurzroman Domovina bleda mati (1986, dt. Übersetzung Heimat bleiche Mutter, 2005), der in provokanter Weise von seiner Zeit in der jugoslawischen Volksarmee handelt, wurde Frančič ein offizieller Literaturpreis zugesprochen, den der Autor allerdings nicht annahm. Sein Roman Jeb (1988, "Fuck") wurde in einer Auflage von 5.000 Stück gedruckt, die binnen weniger Wochen vergriffen war.
Nach dem politischen Umbruch 1991 wurde es für Frančič immer schwerer, bei zentralen Verlagen zu publizieren, seinen Erzählband Istra gea mea (1993) zum Beispiel gab der Slowenische Schriftstellerverband heraus. Ab Mitte der 1990er Jahre etablierte sich Frančič als Kinder- und Jugendbuchautor. Er schrieb eine Reihe von Hörspielen, die in Slowenien und in Triest auch für das Radio produziert wurden. Seine Bücher (darunter zahlreiche Polemiken, Satiren, Pamphlete) veröffentlichte er aber zusehends im Selbstverlag. Erst mit dem Erzählband Za vse boš plačal (2006, "Für alles wirst du bezahlen") und dem Kurzroman Izgubljeni jutri (2008, "Das verlorene Morgen") gelang es dem Autor, wieder eine breitere Öffentlichkeit zu erreichen. 2008 veranstaltete der Verlag Mladinska knjiga einen Querschnitt durch Frančičs Kurzprosa, der unter dem Titel Kam se skrijejo metulji pred dežjem (dt. Wo verstecken sich die Schmetterlinge vor dem Regen, 2010) in der bedeutenden Klassikerreihe Kondor erschien. Mittlerweile hat sich Frančič auch als Übersetzer und Herausgeber von Lyrik aus dem Serbischen, Bosnischen, Kroatischen und Mazedonischen einen Namen gemacht.
Frančič' publiziertes Werk umfasst annähernd 70 Einzeltitel und mehrere Hundert Publikationen in Zeitschriften. Mit Übersetzungen in mehr als zehn Sprachen zählt Frančič zu den meistübersetzten slowenischen Autoren. Er wurde mit zahlreichen Preisen im In- und Ausland ausgezeichnet, u. a. ist er mehrfacher Preisträger beim Jugendbuchwettbewerb in Schwanenstadt. Ein großer slowenischer Literaturpreis blieb ihm aber bis heute versagt.

## Publikationen (Auswahl)

### Erzählbände
- Egotrip. Ljubljana: Mladinska knjiga 1984.
- Ne. Ljubljana: Državna založba Slovenije 1986.
- Milostni strel – Orgija. Ljubljana: Borec 1990.
- Istra, gea mea. Ljubljana. Društvo slovenskih pisateljev 1993.
- Male vojne. Murska Sobota: Pomurska založba 1994.
- in drugi. Ljubljana: Cankarjeva založba 2001. Deutsche Übersetzung: und andere. Aus dem Slowenischen von Erwin Köstler. Klagenfurt: Drava 2003.
- Za vse boš plačal. Ne spominjam se. Ljubljana: Aleph 2006.
- Kam se skrijejo metulji pred dežjem. Ljubljana: Mladinska knjiga 2008. Deutsche Übersetzung: Wo verstecken sich die Schmetterlinge vor dem Regen. Aus dem Slowenischen von Erwin Köstler. Klagenfurt: Drava 2010.
- Angeli, demoni in kurbe. Novo mesto: Goga 2009.
- Piranesi. Piran: [Eigenverlag] 2015.

### Romane
- Domovina, bleda mati. Ljubljana: Književna mladina Slovenije 1986. (Neuauflage: Ljubljana: Sanje 2012). Deutsche Übersetzung: Heimat, bleiche Mutter. Aus dem Slowenischen von Erwin Köstler. Klagenfurt: Drava 2005.
- Jeb. Murska Sobota: Pomurska založba, 1988.
- Sovraštvo. Ljubljana: Sklad "Vladimir Slejko" 1993.
- Škorpijonova balada. Ljubljana: Enotnost 1994.
- Otroštvo. Ljubljana: Karantanija 1995. Deutsche Übersetzung: Kindheit. Aus dem Slowenischen von Erwin Köstler. Klagenfurt: Sisyphus 2017.
- Shizo. Ljubljana: Mladinska knjiga 1998.
- Ljubezni in sovraštva. Vrhnika: Smar-team 2002.
- Princesa in smrt. Ljubljana: Mladinska knjiga 2003.
- Ledeni ogenj resničnosti. Ljubljana: Ved 2006. Deutsche Übersetzung: Eis. Feuer. Wirklichkeit. Aus dem Slowenischen von Erwin Köstler. Klagenfurt: Drava 2009.
- Izgubljeni jutri. Ljubljana: Mladinska knjiga 2009.
- Je zima v krilu poletja. Ljubljana: Modrijan 2010.
- Slepe ulice. Istra: [Eigenverlag] 2012.
- Ožarila si mi srce, moja sestra, nevesta, očarala si mi srce z enim pogledom svojih oči, z enim samim nasmehom prihajajočega jutra. Ljubljana: Amalietti & Amalietti 2016.

### Lyrik
- Klovnova obzorja. Koper: Fontana 1990.
- Začasno osvobojeno ozemlje. [Eigenverlag] 1992.
- Janočka. Koper: Društvo prijateljev zmernega napredka 2000.
- Kurbini sinovi. Hurensöhne. Sons of bitches. [Dreisprachig.] Aus dem Slowenischen von Aleksander Studen-Kirchner, Teja Pribac-Brooks. Koper: Društvo prijateljev zmernega napredka 2007.
- Kiša, kiša. Dež, dež. Regen, Regen. Desczs, desczs. [Viersprachig.] Aus dem Slowenischen von Olga Krowicka, Erwin Koestler, Teja P. Brooks. Novo Miloševo: Banatski kulturni centar 2014.

### Jugendbücher
- O princu, ki mu je počilo srce. Ljubljana: Modrijan 2010.
- Dokler bo sonce, bodo tudi sončnice. Jezero: Morfem 2011.
- O princu, ki je želel spremeniti svet. Jezero: Morfem 2013.
- Ujemite paža. Portorož: Center za komunikacijo, sluh in govor 2017.